# Distrito de Keserwan
El Distrito de Keserwan es un distrito en la Gobernación del Monte Líbano, Líbano, al nordeste de Beirut, capital del Líbano. La capital, Jounieh, es mayoritariamente cristiana Maronita. En este distrito se halla la reserva de la biósfera de Jabal Moussa.

## Toponimia
Keserwan toma su nombre en honor del líder de los maronitas, el príncipe Kosra, que ganó batallas decisivas en contra del califato Omeya durante la invasión musulmana del Monte Líbano a inicios del siglo VIII.
Otras fuentes sugieren que el nombre de Keserwan proviene probablemente del clan persa de los Kesra, que fueron colonizadores persas que conquistaron la región. Kesra, la versión arabizada de Khosro, es nombre persa común. Keserwan sería su plural.

## Ciudades, ciudades, y pueblos
- Adma
- Ain Al Rihaneh
- Ain El Delbeh
- Aintoura
- Ajaltoun
- Aramoun
- Ashqout
- Aazra
- Bekaata Kenaan
- Bkerké
- Ballouneh
- Batha
- Becharry
- Bezhel
- Bqaatouta (Bkaatouta)
- Bzoummar
- Chahtoul
- Chnaniir
- Daraya
- Daraoun
- Dlebta
- Faitroun
- Faraya
- Ghazir
- Ghbaleh
- Ghineh
- Ghosta
- Jdaidet Ghazir
- Attine
- Harissa
- Hrajel
- Jeita
- Jounieh
- Jouret Bedran
- Jouret el-Termos
- Jouret Mhad
- Jwar El Hous
- Kaslik
- Kfardebian
- Kfaryassine
- Kfour
- Kleiat
- Mayrouba
- Nammoura
- Okaibe
- Rayfoun
- Sahel Alma
- Safra
- Sarba
- Sehaileh
- Tabarja
- Yahchouch
- Zouk Mikael
- Zouk Mosbeh